# Riot (맨디 레인의 노래)
"Riot"는 미국의 배우, 가수 맨디 레인의 두번째 싱글이다. Riot은 맨디 레인, Abram Dean, Brandyn Burnette, Danny “DJ” Score, Isaac Hasson의해 만들어졌다. Riot은 아이튠즈에 2014년 1월 23일 발매되었다. 그리고 다른 음반 매체에는 2014년 1월 31일에 발매되었다.

## 배경 및 개발
레인은 13살때 니켈로디언에 시리즈 스타 캠프에 오디션 그리고 The Giggle Club이라는 음악 그룹에 다른 일곱 아이들과 같이 선정되었다. 스타 캠프 The Giggle Club의 촬영이 끝난후 The Giggle Club의 멤버들은 자신의 솔로 경력을 추진하면서 해산하였다. 닉 캐논은 레인을 걸그룹 스쿨 걸즈에 합류 시켰다. 그리고 레인은 스쿨 걸즈에 활동 하면서 2개의 정규 앨범과 영화에 출연하고 스쿨 걸즈의 멤버인 자크와 같이 그룹을 탈퇴한다. 그리고 Rock City와G-Production이 레인의 솔로 앨범 Boogie를 작업한다. 2011년 맨디 레인의 싱글 앨범인 Boogie를 발매하였다.

## 트랙 리스트
- 디지털 다운로드 - 메인 싱글

1. "Riot" – 3:08

## 차트 실적
| 차트 (2014)       | 피크 위치 |
| ----------------- | --------- |
| U.S. Trending 140 | 10        |

## 크레딧 인원
인원
- 아만다 모슬리 - 송 라이터
- Isaac Hasson – 송 라이터, 프로듀서
- Abram Dean – 송 라이터
- Brandyn Burnette – 송 라이터
- Danny “DJ” Score – 송 라이터